# Fritz Pott
Fritz Pott (ur. 23 kwietnia 1939 w Kolonii, zm. 11 stycznia 2015 tamże) – niemiecki piłkarz grający na pozycji obrońcy, reprezentant kraju, trener.

## Kariera piłkarska

### Wczesna kariera
Fritz Pott karierę piłkarską rozpoczął w 1946 roku w juniorach Rot-Weiss Zollstock, w którym w 1957 roku przeszedł do profesjonalnej drużyny klubu. W 1958 roku przeszedł do występującego w Oberlidze zachodniej FC Köln, podobnie jak Hans Schäfer w 1948 roku do Kozłów z Rot-Weiss Zollstock. Z Kozłami czterokrotnie zdobył mistrzostwo (1960, 1961, 1962, 1963) oraz wicemistrzostwo Oberligi zachodniej (1959). Jednak debiut w drużynie Kozłów zaliczył dopiero 3 kwietnia 1960 roku pod wodzą trenera Oswalda Pfaua w wygranym ligowym meczu wyjazdowym z Alemannią Aachen. Kozły w finale mistrzostw Niemiec 25 czerwca 1960 roku na Waldstadion we Frankfurcie nad Menem przegrały 3:2 z Hamburgerem SV i tym samym Kozły z Pottem w składzie (nie wystąpił w finale), sięgnęły po wicemistrzostwo Niemiec. W sezonie 1960/1961 Pott rozegrał 13 meczów, natomiast w sezonie 1961/1962 jako następca Georga Stollenwerka pod wodzą trenera Zlatko Čajkovskiego został podstawowym zawodnikiem Kozłów, który miał spory udział w zdobyciu mistrzostwa Niemiec 1961/1962 po wygranej 4:0 w finale z FC Nürnberg, rozegranym 12 maja 1962 roku na Stadionie Olimpijskim w Berlinie Zachodnim na oczach 82 700 widzów, w którym Pott w 71. minucie zdobył gola na 4:0, ustalając tym samym wynik meczu, natomiast w Pucharze Miast Targowych zakończyły rozgrywki już po pierwszej rundzie po przegranej rywalizacji z naszpikowanym gwiazdami włoskim Interem Mediolan (4:2 i 0:2, dod. 3:5), takimi jak m.in.: Mario Corso, Giacinto Facchetti, Luis Suárez. Jednak w sezonie 1962/1963 – ostatnim sezonie przez utworzeniem Bundesligi Kozły przegrały w finale 3:1 z Borussią Dortmund i tym samym zdobyły wicemistrzostwo Niemiec, natomiast w Pucharze Europy niespodziewanie odpadły po pierwszej rundzie po przegranej rywalizacji ze szkockim FC Dundee (1:8, 4:0).

### Bundesliga
W sezonie 1963/1964 Kozły pod wodzą trenera Georga Knöpflego wygrały pierwszą edycję Bundesligi, będącymi od tej pory mistrzostwami Niemiec, a Pott rozegrał 27 meczów, w których zdobył 1 gola. W sezonie 1964/1965 zdobył z Kozłami wicemistrzostwo Niemiec, natomiast w Pucharze Europy dotarły do ćwierćfinału, w którym przegrały rywalizację z angielskim FC Liverpoolem (0:0, 0:0, dod. 2:2 – porażka po rzucie monetą w Rotterdamie).
Ponadto z Kozłami zdobył Puchar Niemiec 1967/1968 (wygrana w finale 4:1 z VfL Bochum na Südweststadion w Ludwigshafen am Rhein oraz dotarł do finału Pucharu Niemiec 1969/1970 (przegrana w finale 1:2 z Kickers Offenbach na Niedersachsenstadion w Hanowerze, natomiast w Pucharze Zdobywców Pucharów 1968/1969 Kozły wodzą trenera Hansa Merkle dotarły do półfinału, w którym ich przeciwnikiem była utytułowana hiszpańska FC Barcelona, z którą w pierwszym meczu, rozegranym 2 kwietnia 1969 roku zremisowały 2:2, jednak w meczu rewanżowym, rozegranym 19 kwietnia 1969 roku Kozły przegrały z Dumą Katalonii 1:4 i tym samym zakończyły udział w rozgrywkach.
Po sezonie 1969/1970 Pott odszedł z klubu.

### Ostatni sezon
Fritz Pott w sezonie 1970/1971 reprezentował barwy SpVgg Frechen 20, po czym zakończył karierę piłkarską.
Łącznie rozegrał 283 mecze, w których zdobył 10 goli (151 meczów/4 gole w Bundeslidze, 68 meczów/3 gole w Oberlidze zachodniej, 10 meczów/1 gol w mistrzostwach Niemiec, 18 meczów/2 gol3 w Pucharze Niemiec, 11 meczów w Pucharze Zachodnim, 25 meczów w europejskich pucharach).

## Kariera reprezentacyjna
Fritz Pott 31 marca 1957 roku zadebiutował w reprezentacji RFN U-18 w wygranym 4:1 meczu towarzyskim z reprezentacją Anglii U-18 rozegranym w Oberhausen, w którym grał na obronie w parze z Karlem-Heinzem Schnellingerem. W tym samym roku wraz z reprezentacją RFN U-18 wziął udział w mistrzostwach Europy U-18 w Hiszpanii, na których wystąpił we wszystkich dwóch meczach fazy grupowej rozegranych w Madrycie: w przegranych - z reprezentacją Włoch U-18 (0:2) oraz z reprezentacją Turcji U-18 (1:2), a reprezentacja RFN U-18 zajęła ostatnie - 3. miejsce w Grupie A i tym samym zakończyła udział w turnieju.
Natomiast w seniorskiej reprezentacji RFN w latach 1962–1964 rozegrał 3 mecze. Debiut zaliczył 24 października 1962 roku na Neckarstadion w Stuttgarcie w zremisowanym 2:2 meczu towarzyskim z reprezentacją Francji, natomiast ostatni mecz rozegrał 29 kwietnia 1964 roku w Ludwigshafen am Rhein przegranym 3:4 meczu towarzyskim z reprezentacją Czechosłowacji.

## Kariera trenerska
Fritz Pott po zakończeniu kariery piłkarskiej rozpoczął karierę trenerską. Trenował SpVg Frechen 20 (1971–1974), SC Brühl 06/45 (1974–1975) oraz Viktorię Kolonia (1978–1979 – awans do 2. Bundesligi w sezonie 1977/1978).

## Statystyki

### Reprezentacyjne
| Reprezentacja | Rok     | Mecze | Bramki |
| ------------- | ------- | ----- | ------ |
| RFN U-18      | 1957    | 3     | 0      |
| RFN           |         |       |        |
| 1962          | 1       | 0     |        |
| 1963          | 1       | 0     |        |
| 1964          | 1       | 0     |        |
| Łącznie       | Łącznie | 3     | 0      |

| Mecze i gole w reprezentacji | Mecze i gole w reprezentacji | Mecze i gole w reprezentacji | Mecze i gole w reprezentacji | Mecze i gole w reprezentacji | Mecze i gole w reprezentacji |
| Lp.                          | Data                         | Miasto                       | Przeciwnik                   | Wynik                        | Rozgrywki                    |
| RFN U-18                     | RFN U-18                     | RFN U-18                     | RFN U-18                     | RFN U-18                     | RFN U-18                     |
| ---------------------------- | ---------------------------- | ---------------------------- | ---------------------------- | ---------------------------- | ---------------------------- |
| 1.                           | 31.03.1957                   | Oberhausen                   | Anglia U-18                  | 4:1                          | Mecz towarzyski              |
| 2.                           | 14.04.1957                   | Madryt                       | Włochy U-18                  | 0:2                          | Mistrzostwa Europy U-18 1957 |
| 3.                           | 16.04.1957                   | Madryt                       | Turcja U-18                  | 1:2                          | Mistrzostwa Europy U-18 1957 |
| RFN                          |                              |                              |                              |                              |                              |
| 1.                           | 24.10.1962                   | Stuttgart                    | Francja                      | 2:2                          | Mecz towarzyski              |
| 2.                           | 28.09.1963                   | Frankfurt nad Menem          | Turcja                       | 3:0                          | Mecz towarzyski              |
| 3.                           | 29.04.1964                   | Ludwigshafen am Rhein        | Czechosłowacja               | 3:4                          | Mecz towarzyski              |

## Sukcesy

### Zawodnicze
FC Köln
- Mistrzostwo Niemiec: 1962, 1964
- Wicemistrzostwo Niemiec: 1960, 1963, 1965
- Puchar Niemiec: 1968
- Finał Pucharu Niemiec: 1970
- Mistrzostwo Oberligi zachodniej: 1960, 1961, 1962, 1963
- Wicemistrzostwo Oberligi zachodniej: 1959

### Trenerskie
Viktoria Kolonia
- Awans do 2. Bundesligi: 1978

## Pozostała działalność
Fritz Pott pracował również popołudniami jako urzędnik przemysłowy. W 1972 roku założył firmę sprzątającą budynki w Hürth.

## Życie prywatne

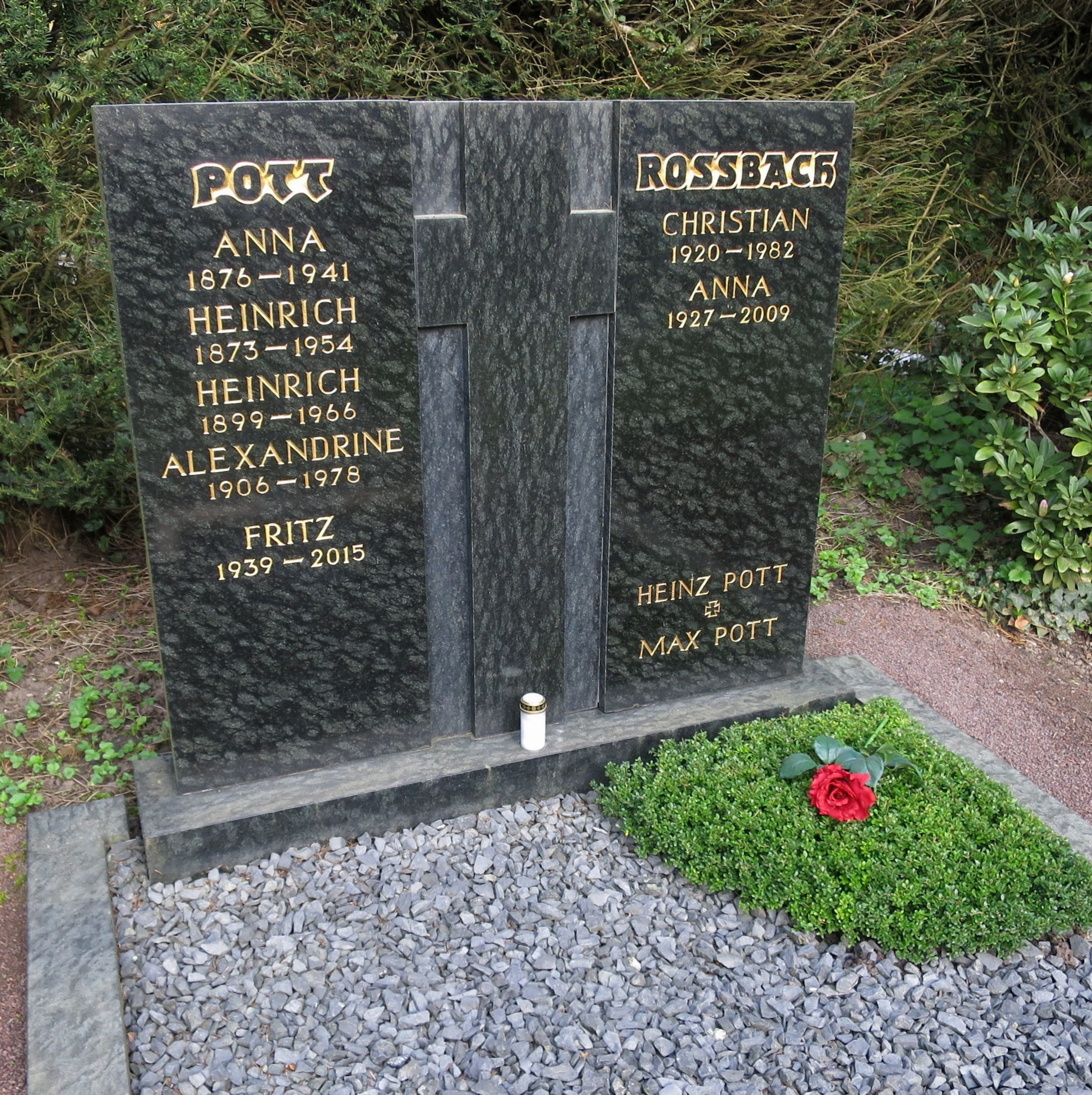
Grób rodzinny Potta na cmentarzu Südfriedhof w Kolonii.

Fritz Pott był synem Alexandrine (1906–1978) i Heinricha (1899–1966). Mieszkał w dzielnicy Kolonii – Junkersdorf, gdzie zmarł 11 stycznia 2015 roku. Został pochowany w grobie rodzinnym na cmentarzu Südfriedhof w Kolonii (kwatera nr 42).